# Conus eugrammatus
Conus eugrammatus é uma espécie de gastrópode do gênero Conus, pertencente à família Conidae.

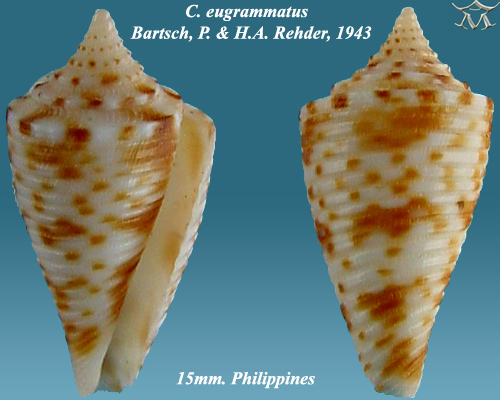
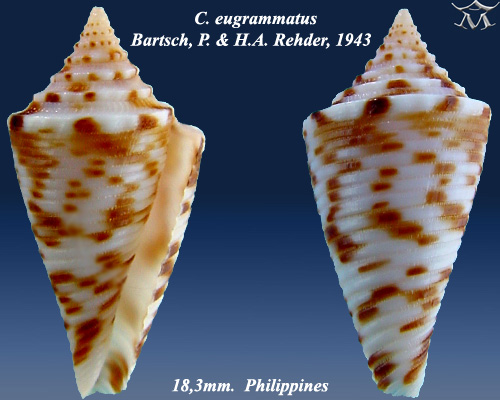